# Хотабич
„Хотабич“ (на руски: Хоттабыч, стилизирано като „}{0ТТ@БЬ)Ч“) е рускa приключенска комедия от 2006 година на режисьора Пьотър Точилин, римейк на „Стария Хотабич“ от 1956 година.

## Сюжет
Хакерът Гена е младеж, който прекарва почти изцяло времето си пред компютъра. Неговата приятелка постоянно го критикува за липсата на внимание от негова страна. За да ѝ се реваншира, младежът поръчва старинна кана от интернет търг която възнамерява да ѝ подари. Ненадейно от нея изскача старият дух Хотабич, готов да изпълни три желания на господаря си.

## Актьорски състав
- – Мариус Ямполскис
- – Владимир Толоконников
- – Марк Гейхман
- – Лива Круминя
- – Юлия Паранова
- – Мила Липнер
- – Григори Скряпкин
- – Иван Губанов
- – Александър Овчинников
- – Юри Думчев
- – Константин Спаски
- – Ростислав Крохин
- – Борис Шчербаков